# Emanuella Lorenzon
Emanuella Lorenzon – włoska kolarka szosowa, brązowa medalistka mistrzostw świata.

## Kariera
Największy sukces w karierze Emanuella Lorenzon osiągnęła w 1978 roku, kiedy zdobyła brązowy medal w wyścigu ze startu wspólnego podczas mistrzostw świata w Nürburgring. W zawodach tych wyprzedziły ją jedynie Beate Habetz z RFN oraz Holenderka Keetie van Oosten-Hage. Na rozgrywanych rok później mistrzostwach świata w Valkenburgu w tej samej konkurencji zajęła 42. pozycję. Nigdy nie wzięła udziału w igrzyskach olimpijskich.